# نيل تايلور
نيل جون تايلور (بالإنجليزية: Neil Taylor)‏ (المولود 7 فبراير 1989) هو لاعب كرة قدم ويلزي يلعب حاليًا مع نادي سوانزي سيتي الإنجليزي والمنتخب الويلزي كمدافع.

## مسيرته الكروية
لعب نيل تايلور خلال مسيرته الاحترافية مع 3 أندية في ثلاثة عشر موسمًا وسجل خلالها 3 أهداف ضمن 310 مباراة. ولم يفز بأي موسم بالكأس أو بالدوري.
خاض نيل تايلور مسيرته مع نادي ريكسهام في موسم 2007–08 واستمر معه طيلة ثلاثة مواسم، مشاركًا في 76 مباراة سجل خلالها 3 أهداف. ثم انتقل إلى نادي سوانزي سيتي في موسم 2010–11 ليلعب معه سبعة مواسم، حيث شارك في 160 مباراة ولم يسجل أي هدف. لينتقل بعدها إلى نادي أستون فيلا في موسم 2016–17 واستمر معه طيلة ثلاثة مواسم، مشاركًا في 74 مباراة ولم يسجل أي هدف أيضًا.

## روابط خارجية
- نيل تايلور على موقع الاتحاد الدولي (مؤرشف)  (الإنجليزية)
- نيل تايلور على موقع الاتحاد الأوربي (الإنجليزية)
- نيل تايلور على موقع قاعدة بيانات كرة القدم.إي يو (الإنجليزية)
- نيل تايلور على موقع ليكيب (الفرنسية)
- نيل تايلور على موقع ناشيونال فوتبول تيمز (الإنجليزية)
- نيل تايلور على موقع Soccerbase.com (لاعب) (الإنجليزية)
- نيل تايلور على موقع Soccerway.com (الإنجليزية)
- نيل تايلور على موقع عالم كرة القدم.نت (الإنجليزية)
- نيل تايلور على موقع أوليمبيديا (الإنجليزية)
- نيل تايلور على موقع اللجنة الأولمبية البريطانية (الإنجليزية)